# Robin Koch
Robin Koch (Kaiserslautern, 17 juli 1996) is een Duits voetballer die bij voorkeur als centrale verdediger speelt. Hij stroomde in 2014 door vanuit de jeugd van Eintracht Trier. Hij verruilde Leeds United in juni 2024 voor Eintracht Frankfurt. Koch debuteerde in 2019 in het Duits voetbalelftal.

## Clubcarrière

### Jeugd
Koch werd op zijn vijfde opgenomen in de jeugd van FC Kaiserslautern. Na een omweg via SV Dorbach kwam hij in 2009 terecht bij Eintracht Trier alwaar hij in 2014 de overstap maakte naar het eerste elftal. Vervolgens speelde hij twee seizoenen bij FC Kaiserslautern, waar hij begon in het tweede elftal, maar langzaam speelminuten kreeg in het eerste, dat uitkwam in de 2. Bundesliga.

### SC Freiburg
SC Freiburg nam Koch in het begin van het seizoen 2017/18 onder contract. Koch maakte daar zijn debuut in de Bundesliga toen hij op 22 oktober 2017 tegen Hertha BSC de geblesseerde Philipp Lienhart vijf minuten voor tijd kwam vervangen. Zijn eerste doelpunt maakte hij op 10 februari 2018 in de met 2–1 verloren wedstrijd tegen Hannover. Hij speelde als centrale verdediger en defensieve middenvelder en kwam in zijn eerste seizoen op het hoogste niveau tot 26 competitiewedstrijden en twee goals. 
Freiburg werkte zich in de periode met Koch gestaag omhoog van een achttiende en een dertiende plek, naar een achtste plek in de Bundesliga in het seizoen 2019/20. Koch was in die periode altijd een vaste basisspeler en kwam tot 87 wedstrijden en vijf goals in drie seizoenen.

### Leeds United
Op 29 augustus 2020 tekende Koch voor vier seizoenen bij het gepromoveerde Leeds United, dat £13 miljoen pond betaalde voor de Duitser. Hij werd gezien als vervanger voor Ben White, die werd gehuurd maar te duur bleek om definitief over te nemen. Koch maakte op 12 september zijn debuut in de Premier League tegen regerend landskampioen Liverpool, dat met 4-3 won op Anfield. Op 5 december viel hij tegen Chelsea na negen minuten uit met een knieblessure, waardoor hij meer dan drie maanden moest revalideren. Op 19 maart 2021 maakte hij als invaller zijn rentree. Met Jesse Marsch als nieuwe trainer tegen het einde van het seizoen 2021/22, kreeg hij weer meer speelminuten. In zijn laatste seizoen was hij daardoor onbetwist basisspeler en kwam hij tot 39 wedstrijden in alle competities. Helaas degradeerde Leeds uit de Premier League, waarna Koch terugkeerde naar Duitsland. Voor Leeds speelde hij 77 wedstrijden.

### Eintracht Frankfurt
Op 6 juli 2023 werd Koch voor een seizoen verhuurd aan Eintracht Frankfurt, waarvoor hij op 13 augustus in de DFB-Pokal tegen Lokomotiv Leipzig met een assist zijn debuut maakte. Op 21 september scoorde hij in de Conference League tegen Aberdeen zijn eerste doelpunt voor Eintracht. Op 9 januari 2024, werd hij door Eintracht Frankfurt definitief overgenomen van Leeds. Hij tekende een contract tot de zomer van 2027.

## Clubstatistieken
| Seizoen | Club                 | Competitie           | Competitie | Competitie | Beker | Beker | Internationaal | Internationaal | Totaal | Totaal |
| Seizoen | Club                 | Competitie           | Wed.       | Dlp.       | Wed.  | Dlp.  | Wed.           | Dlp.           | Wed.   | Dlp.   |
| ------- | -------------------- | -------------------- | ---------- | ---------- | ----- | ----- | -------------- | -------------- | ------ | ------ |
| 2014/15 | Eintracht Trier      | Regionalliga Südwest | 23         | 2          | 2     | 0     | —              | —              | 25     | 2      |
| 2015/16 | FC Kaiserslautern II | Regionalliga Südwest | 24         | 1          | —     | —     | —              | —              | 24     | 1      |
| 2016/17 | FC Kaiserslautern II | Regionalliga Südwest | 3          | 0          | —     | —     | —              | —              | 3      | 0      |
| 2016/17 | FC Kaiserslautern    | 2. Bundesliga        | 24         | 0          | —     | —     | —              | —              | 24     | 0      |
| 2017/18 | FC Kaiserslautern    | 2. Bundesliga        | 3          | 0          | 1     | 0     | —              | —              | 4      | 0      |
| 2017/18 | SC Freiburg          | Bundesliga           | 26         | 2          | 2     | 0     | —              | —              | 28     | 2      |
| 2018/19 | SC Freiburg          | Bundesliga           | 24         | 1          | 1     | 0     | —              | —              | 25     | 1      |
| 2019/20 | SC Freiburg          | Bundesliga           | 32         | 1          | 2     | 1     | —              | —              | 34     | 2      |
| 2020/21 | Leeds United         | Premier League       | 17         | 0          | 0     | 0     | —              | —              | 17     | 0      |
| 2021/22 | Leeds United         | Premier League       | 20         | 0          | 1     | 0     | —              | —              | 21     | 0      |
| 2022/23 | Leeds United         | Premier League       | 36         | 0          | 3     | 0     | —              | —              | 39     | 0      |
| 2023/24 | Eintracht Frankfurt  | Bundesliga           | 31         | 2          | 3     | 0     | 8              | 2              | 42     | 4      |
| TOTAAL  | TOTAAL               | TOTAAL               | 263        | 9          | 15    | 1     | 8              | 2              | 286    | 12     |

Bijgewerkt op 30 mei 2024.

## Interlandcarrière
Koch debuteerde in het Duits voetbalelftal op 9 oktober 2019 in de oefeninterland tegen Argentinië. In deze thuiswedstrijd, die in 2–2 eindigde, maakte hij tevens zijn basisdebuut en speelde hij de hele wedstrijd. Hij werd op 8 juni 2024 door bondscoach Julian Nagelsmann opgenomen in de Duitse selectie voor het EK 2024 in eigen land. Duitsland werd groepswinnaar in een groep met Schotland, Hongarije en Zwitserland en won in de achtste finales van Denemarken (2–0), maar werd in de kwartfinales na een verlenging uitgeschakeld door Spanje (2–1). Koch kwam op het toernooi niet in actie.
| Interlands van Robin Koch voor Duitsland | Interlands van Robin Koch voor Duitsland | Interlands van Robin Koch voor Duitsland | Interlands van Robin Koch voor Duitsland | Interlands van Robin Koch voor Duitsland | Interlands van Robin Koch voor Duitsland | Interlands van Robin Koch voor Duitsland |
| №                                        | Datum                                    | Wedstrijd                                | Uitslag                                  | Soort wedstrijd                          | Doelpunten                               |                                          |
| Als speler bij SC Freiburg               | Als speler bij SC Freiburg               | Als speler bij SC Freiburg               | Als speler bij SC Freiburg               | Als speler bij SC Freiburg               | Als speler bij SC Freiburg               | Als speler bij SC Freiburg               |
| ---------------------------------------- | ---------------------------------------- | ---------------------------------------- | ---------------------------------------- | ---------------------------------------- | ---------------------------------------- | ---------------------------------------- |
| 1.                                       | 9 oktober 2019                           | Duitsland – Argentinië                   | 2 – 2                                    | Vriendschappelijk                        |                                          |                                          |
| 2.                                       | 16 november 2019                         | Duitsland – Wit-Rusland                  | 4 – 0                                    | Kwalificatie EK 2020                     |                                          |                                          |
| 3.                                       | 3 september 2020                         | Duitsland – Spanje                       | 1 – 1                                    | Nations League Divisie A                 |                                          |                                          |
| 4.                                       | 7 oktober 2020                           | Duitsland – Turkije                      | 3 – 3                                    | Vriendschappelijk                        |                                          |                                          |

Bijgewerkt op 16 oktober 2020.
1 Trapp  ·
3 Theate ·
4 Koch ·
5 Amenda ·
6 Højlund ·
7 Marmoush ·
8 Chaïbi ·
9 Matanović ·
11 Ekitike ·
13 Kristensen ·
15 Skhiri ·
16 Larsson ·
18 Dahoud ·
19 Bahoya ·
20 Uzun ·
21 Brown ·
22 Chandler ·
23 Lisztes ·
26 Ebimbe ·
27 Götze ·
28 Wenig ·
29 Nkounkou ·
33 Grahl ·
34 Collins ·
35 Tuta ·
36 Knauff ·
37 Santos ·
41 Onguéné ·
44 Bautista ·
45 Loune ·
47 Fenyő ·
Coach: Toppmöller
· Keeperstrainer: Zimmermann
1 Neuer  ·
2 Rüdiger ·
3 Halstenberg ·
4 Ginter ·
5 Hummels ·
6 Kimmich ·
7 Havertz ·
8 Kroos ·
9 Volland ·
10 Gnabry ·
11 Werner ·
12 Leno ·
13 Hofmann ·
14 Musiala ·
15 Süle ·
16 Klostermann ·
17 Neuhaus ·
18 Goretzka ·
19 Sané ·
20 Gosens ·
21 Gündoğan ·
22 Trapp ·
23 Can ·
24 Koch ·
25 Müller ·
26 Günter ·
Coach: Löw
1 Neuer ·
2 Rüdiger ·
3 Raum ·
4 Tah ·
5 Groß ·
6 Kimmich ·
7 Havertz ·
8 Kroos ·
9 Füllkrug ·
10 Musiala ·
11 Führich ·
12 Baumann ·
13 Müller ·
14 Beier ·
15 Schlotterbeck ·
16 Anton ·
17 Wirtz ·
18 Mittelstädt ·
19 Sané ·
20 Henrichs ·
21 Gündoğan  ·
22 Ter Stegen ·
23 Andrich ·
24 Koch ·
25 Can ·
26 Undav ·
Coach: Nagelsmann